# Ikarus Aero 2
Ikarus Aero 2 (srbsky Икарус Аеро 2) byl lehký, vojenský cvičný letoun vyráběný v Jugoslávii krátce po druhé světové válce. Tento jednomotorový letoun navrhli Boris Cijan a Dragoslav Petković. Prototyp označený jako Utva Aero 2 vznikl již před druhou světovou válkou, ale do výroby se dostal v roce 1948.

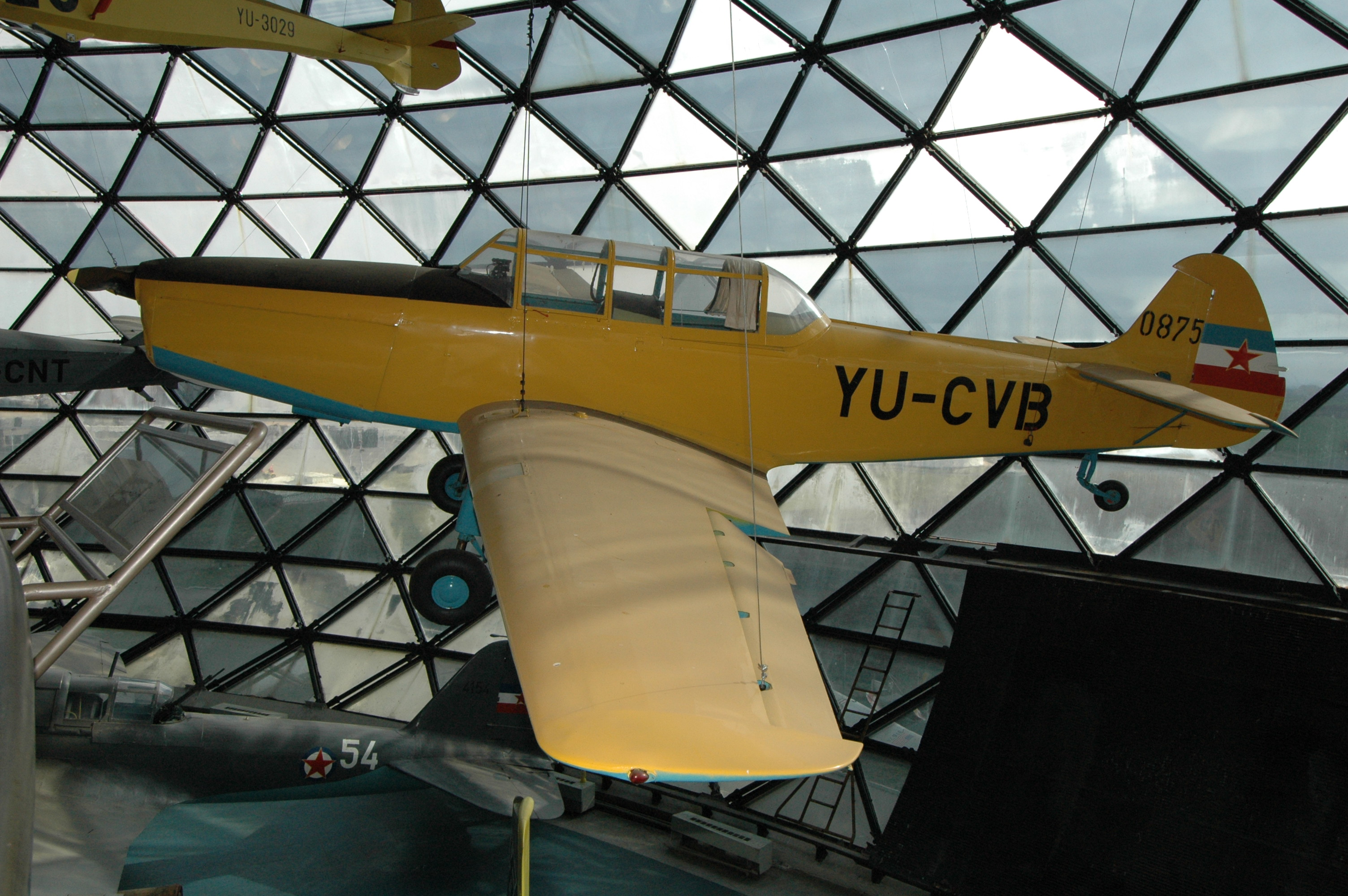
Ikarus Aero 2BE

## Vznik a vývoj
První prototyp letounu Aero-2 vzlétl 24. dubna 1940 za pilotáže zkušebního pilota Vasilije Stojanoviče, ale kvůli začátku druhé světové války v Jugoslávii tzv. Dubnovou válkou výroba nemohla být zahájena. Ikarus Aero-2 byl vyvinut jako náhrada za letoun Zmaj Fizir FN, což byl nejvíce používaný cvičný letoun jugoslávským královským letectvem až do roku 1941. Ve stejné době vznikly (na základě vyhlášené soutěže letectva Jugoslávského království) projekty dvou dalších letadel, dolnoplošník Ikarus MM-2 (Albatros-Alka) pro pokračovací výcvik a dolnoplošník Rogožarski Brucoš pro základní výcvik. Vyhodnocení letových zkoušek v soutěži se konalo od června do listopadu 1940 a letoun Aero 2 byl vyhlášen vítězem. Bylo objednáno 50 letadel. Kvůli invazi do Jugoslávie výroba nebyla zahájena.
Po druhé světové válce již v nových poměrech po rozhodnutí velitelství jugoslávských leteckých sil vzlétl 22. října 1946 další prototyp tohoto letounu jako první prototyp leteckého průmyslu v nové Jugoslávii. Letoun byl okamžitě uveden do sériové výroby a v roce 1947 bylo v Ikarusu AD v srbském Zemunu na předměstí Bělehradu vyrobeno 30 letounů Aero 2B a také Aero 2C. Výroba těchto letadel od samého počátku přinášela plno obtíží, především byl obtížný nákup motorů z Anglie a poté nákup součástí, které se nevyráběly na domácím trhu. Konstruktér Petković navrhl podvozek s hydraulikou, jejíž výroba začala v Ikarusu. Poté úspěšně pokračovala v nové továrně Prva Petoletka v Trsteniku.
Výroba sériových letounů byla svěřena továrně Utva v Pančevu. Naplno se rozběhla až v roce 1948, ale za 6 let bylo vyrobeno celkem 271 letounů. Letoun byl vyráběn s motory de Havilland Gipsy Major 10 nebo Walter Minor 6-III v osmi verzích. Motor Walter Minor 6 byl později nahrazován v licenci vyráběnou jugoslávskou verzí tohoto motoru Walter/IMR Minor J-W-6/III, který vyráběla od roku 1951 společnost Industrija Motora Rakovica (srbsky Индустрија Мотора Раковица, ИМР) z Bělehradu.
V roce 1956 byl tento letoun nahrazen typem Utva Aero 3.

## Popis letounu
Letoun Ikarus Aero 2 byl zprvu určen pro základní výcvik pilotů jugoslávských vzdušných sil a později i v aeroklubech. Byl to dvoumístný dolnoplošník s pevným podvozkem převážně dřevěné konstrukce. Instruktor a student seděli v otevřené, v pozdějších verzích v uzavřené kabině za sebou v tandemovém uspořádání. Uzavíratelná kabina měla zatahovací kryt z foukaného plexiskla. Student seděl na prvním sedadle a instruktor na druhém. Zprvu byl osazen motorem Gipsy Major, později silnějším motorem Walter Minor 6.
Nosná konstrukce letounu byla ze dřeva, průřez trupu byl obdélníkový se zaoblenou vrchní částí. Křídla byla dřevěná, konzolová a samonosná lichoběžníkového tvaru s mírně zaoblenými konci. Náběžná hrana křídla byla kolmá na osu letadla. Ocasní křídla a stabilizátora (SOP), směrové kormidlo a výškovka byly vyrobeny jako dřevěné konstrukce olemované impregnovaným plátnem.
Letoun byl vybaven vzduchem chlazeným čtyřválcovým invertním motorem Gipsy Major, později vzduchem chlazeným invertním, šestiválcovým motorem Walter Minor 6. Výhodou bylo, že motor nezakrýval výhled pilota ani žáka. Výfukové potrubí z motoru bylo vedeno skrz kapotu motoru na spodek letadla, takže hluk z výfuku nerušil posádku v kabině. Motorové lože byla svařovaná ocelová konstrukce. Motor a lože byly potaženy krytem z hliníkového plechu. Na hřídeli motoru byla připevněna dvoulistá tažná, dřevěná vrtule s pevným stoupáním o průměru 2,06 m. Mezi motorem a kabinou letadla byly umístěny palivové a olejové nádrže.

## Použití
Letoun byl určen pro základní výcvik pilotů. V začátcích jeho využití došlo k několika smrtelným nehodám v důsledku nečekaného, prudkého pádu do vývrtky. Na později vyráběných letadlech byla proto provedena drobná úprava ve struktuře křídla. Kromě základního výcviku sloužil také jako spojovací a průzkumný letoun. V Jugoslávském letectvu sloužily letouny Aero 2 až do roku 1961, kdy je velení letectva začalo postupně předávat národní letecké sportovní organizaci (Vazduhoplovni Savez Jugoslavije, VSJ). Celkem takto bylo předáno do aeroklubů 124 letadel. V civilním sektoru bylo letadlo využíváno pro výcvik sportovních pilotů i jako turistické letadlo, spojovací letadlo a letoun našel i uplatnění v zemědělství. Poslední „civilní“ letoun Aero 2 byl vyřazen z provozu (a leteckého rejstříku) 31. prosince 1975.

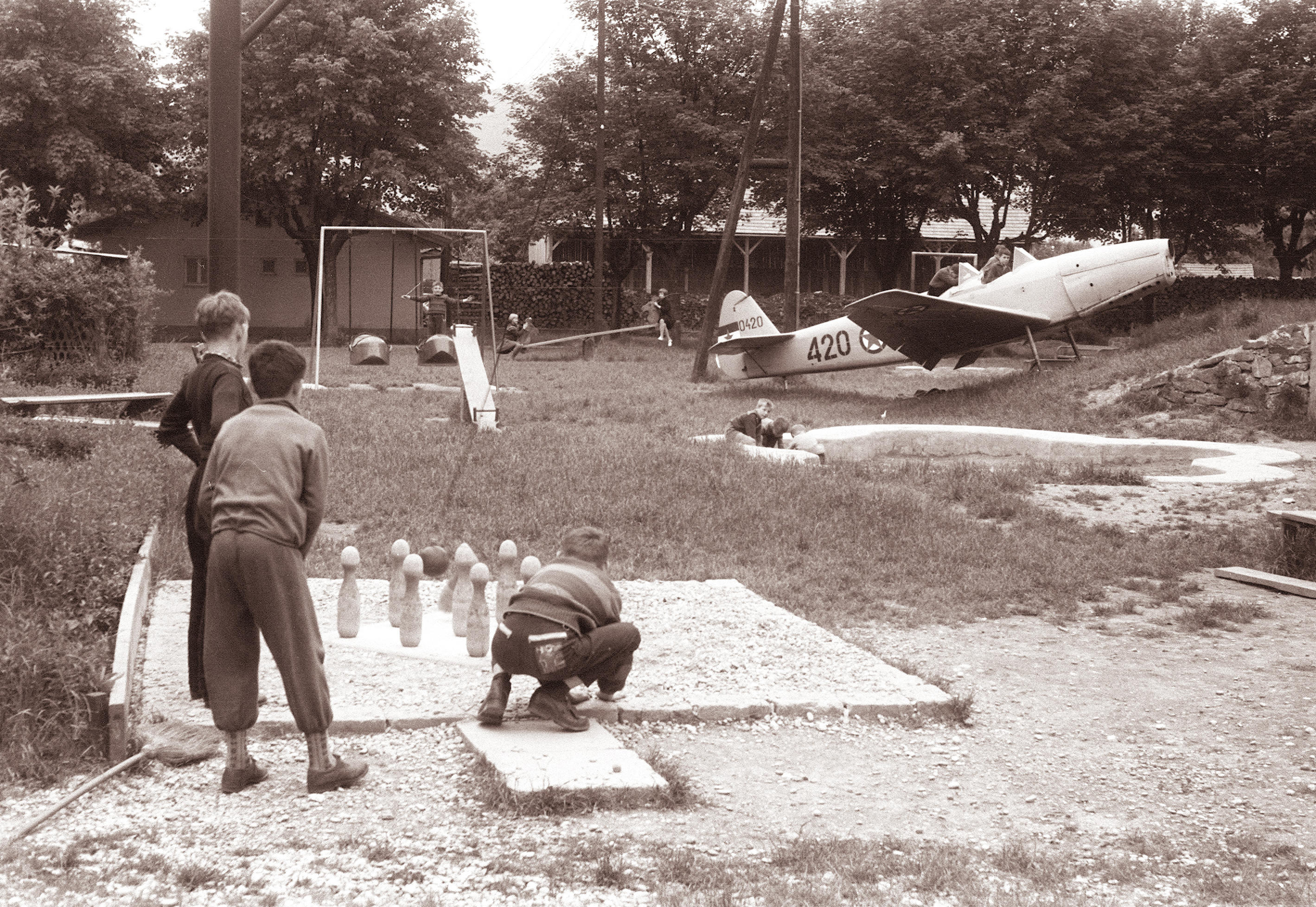
Vyřazený armádní letoun na dětském hřišti v Mariboru (1961)

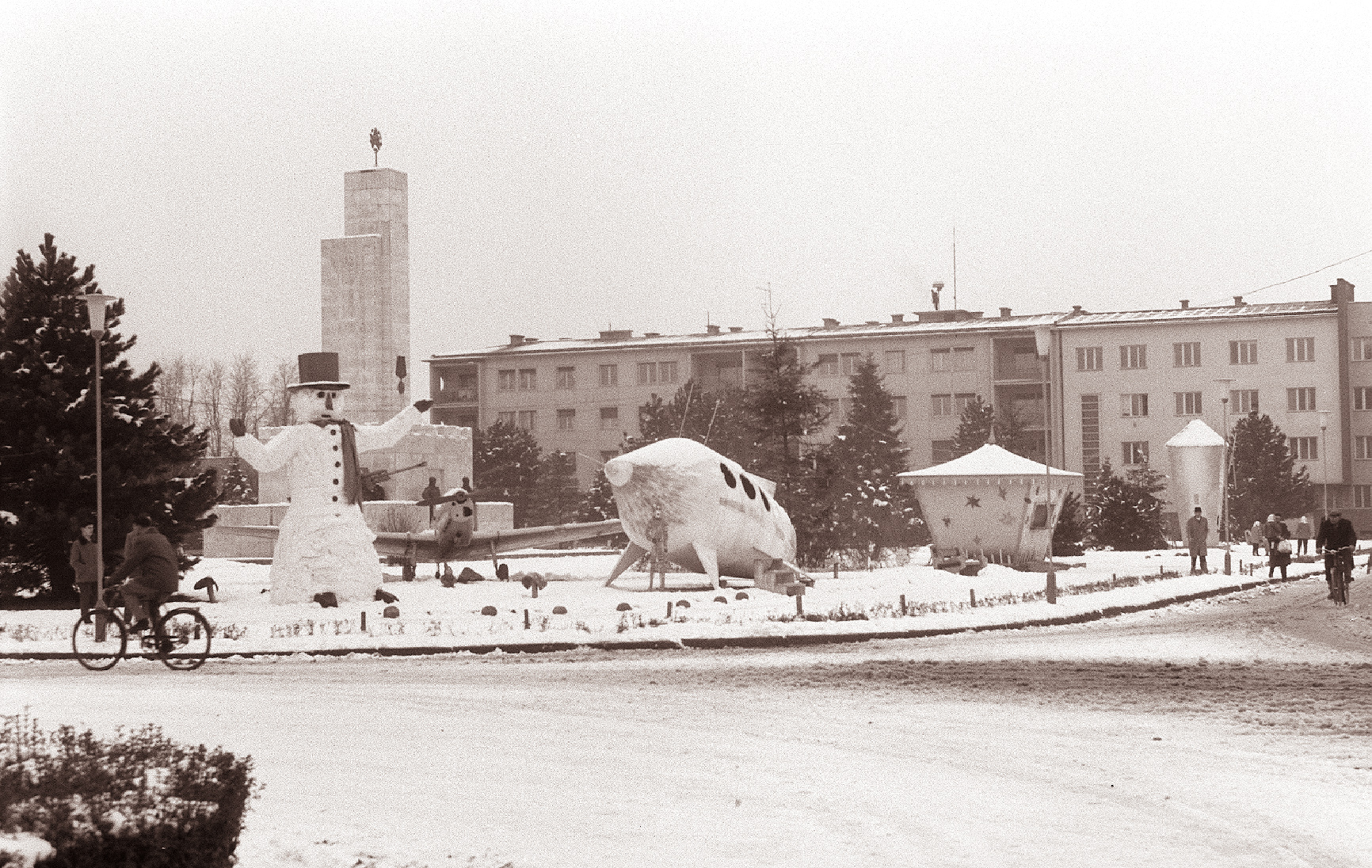
Zimní motiv z Murské Soboty s pomníkem a letounem Aero 2 (1961)

## Dochované exempláře
Jeden dochovaný exemplář tohoto letounu Aero 2BE s imatrikulací YU-CVB (výr. č. 0875) je vystaven od roku 1961 v Leteckém muzeu v Bělehradě (Muzej vazduhoplovstva). Jedná se o variantu s uzavřenou kabinou, elektrickým osvětlením pro noční létání a ostruhovým kolem, kterých bylo v tomto provedení vyrobeno 40. Do služby v Jugoslávském letectvu byl letoun zařazen 12. září 1952 a byl používán v Titogradu (dnes Podgorica) a v Niši. Po ukončení vojenské služby létal v Aero klubu v Kraljevo.
Některé vyřazené armádní letouny byly instalovány na dětských hřištích (Maribor) anebo u různých památníků (Murská Sobota).

## Varianty
Verze a počty letounů dle
- Aero 2, 2B - otevřená verze kokpitu s motorem Havilland Gipsy Major o výkonu 145 koní (108 kW), 30 letounů
- Aero 2BE - uzavřená verze kokpitu s motorem Walter Minor 6 a se zadním kolem a el. osvětlením kabiny pro noční létání, 40 letounů
- Aero 2C - otevřená verze kokpitu s motorem Walter Minor 6-III o výkonu 160 koní (119 kW) a ocasní ostruhou, 82 letounů
- Aero 2D, 2DE- uzavřená verze kokpitu s motorem Walter Minor 6-III o výkonu 160 koní (119 kW). Vyrobeno 91 letounů
- Aero 2E - uzavřená verze kokpitu s motorem DH Gipsy Major 10 (108 kW), pouze 1 letoun
- Aero 2F - zemědělská verze s otevřeným, jednosedadlovým kokpitem (druhý kokpit byl nahrazen kontejnerem na hnojiva) a s motorem Walter Minor 6-III o výkonu 160 koní (119 kW), 23 letounů
- Aero 2H - dvoumístná plováková verze s motorem Walter Minor 6-III o výkonu 160 koní (119 kW), pouze 4 letouny

## Uživatelé
- Jugoslávie
  - Jugoslávské letectvo
    - 1. výcvikový letecký pluku (1945-1948)
    - 3. výcvikový letecký pluku (1946-1948)
    - 103. průzkumný letecký pluk (1949-1951)
    - 105. výcvikový letecký pluk (1948-1949, 1951-1959)
    - 267. letecký pluk pro výcvik důstojníků v záloze (1951-1953)
    - 122. hydroplánová spojovací letka (1949-1959)
    - výcviková letka 29. letecké divize (1953-1961)
    - výcviková letka 39. letecké divize (1956-1959)
    - výcviková letka 44. letecké divize (1956-1961)
    - spojovací letka 7. leteckého sboru (1953-1956)

  - Jugoslávské Aerokluby

## Specifikace
Údaje dle

### Technické údaje
- Osádka: 2 (instruktor, žák)
- Rozpětí: 10,50 m
- Délka: 8,23 m
- Výška: 2,64 m
- Nosná plocha: 15,56 m2
- Hmotnost prázdného letadla: 684 kg
- Vzletová hmotnost: 978 kg
- Pohonná jednotka:
  - pístový invertní vzduchem chlazený čtyřválec Gipsy Major 10 o výkonu 145 koní (108 kW).
  - pístový invertní vzduchem chlazený šestiválec Walter Minor 6-III o jmenovitém výkonu 160 k (119 kW) při 2500 ot/min
- Vrtule: dvoulistá dřevěná vrtule s pevným nastavením o průměru 2060 mm

### Výkony
- Maximální rychlost: 244 km/h
- Cestovní rychlost: 187 km/h
- Praktický dostup: 4 980 m
- Dolet: 745 km
- Stoupavost: 244 m/min